# Diego de Santillán
Diego de Santillán fue un jurista español que actuó como magistrado de la Real Audiencia de México hacia 1550. Fue oidor y visitador en el juicio de residencia que se siguió a Francisco de Montejo en la provincia de Yucatán. En tal función, De Santillán fue gobernador de la provincia a lo largo del mencionado juicio. Al término del proceso Diego de Santillán regresó a la Ciudad de México para seguir ejerciendo sus funciones de letrado en la Real Audiencia.

## Datos históricos
La destitución del adelantado Francisco de Montejo causó un gran impacto en la comunidad española de mediados del siglo XVI en la península de Yucatán. Era una sociedad en formación y aún no concluían los esfuerzos de los conquistadores para establecerse pacíficamente en el territorio provincial. El año de 1550 la Real Audiencia de México designó a un hombre letrado para actuar como visitador y oidor en el juicio de residencia que se seguía a Montejo y este había partido a España con la intención de hacer su propia defensa ante las imputaciones que se le hicieron de cometer abusos e injusticias en contra de los indígenas mayas. El hijo del adelantado y su sobrino, homónimo, se habían quedado en el territorio peninsular y continuaron con las acciones de conquista y dominación que se seguían requiriendo para pacificar la región.
Diego de Santillán se ocupó desde luego de estudiar las condiciones en que vivían los indígenas y la forma en que eran tratados por parte de los encomenderos y de los frailes. Del mismo modo, cómo se desarrollaba la evangelización y si estaban abandonando las prácticas de idolatría. De Santillán estaba imbuido de las ideas de protección hacia los indígenas que el monarca español, Felipe II había decretado en favor de los naturales de los territorios conquistados a lo largo de los últimos cinco lustros en las Indias. En este sentido, su gobierno en Yucatán, dictó las primeras ordenanzas que se expidieron en la provincia a fin de prohibir todo acto de vejación y mal trato hacia los indígenas, buscando su bienestar material y su conversión sincera al cristianismo.
De esa época data la prohibición de usar a los mayas como esclavos, lo que indujo a no pocos conquistadores y encomenderos a traer esclavos del África que, a poco de llegar a la región, habían querido huir de su condición y se habían dispersado, asociándose con los naturales mayas, en su peregrinar por la geografía peninsular huyendo de los españoles. Esta situación motivó a muchos europeos a plantear quejas ante la instancia de la audiencia real de la Nueva España y en la metrópoli, del Consejo de Indias. El miedo que esta asociación producía en la comunidad española, motivó a De Santillán a ordenar que los fugitivos fueran perseguidos y aprehendidos, cosa que ocurrió después de un tiempo. El oidor y gobernador aplicó castigos varios a los infractores pero en ningún caso se extralimitó, evitando imputarles el delito de fuga y por tanto sólo fueron sujetos a las penas que correspondieron en caso de haber cometido algún atropello en su deambular. Por esa época, en agosto de 1549, había llegado a Yucatán el fraile franciscano Diego de Landa quien tras haber aprendido la lengua maya se había distinguido por sus recorridos evangelizadores en toda la península. El gobernador tuvo en él un aliado eficaz para civilizar a los naturales y para incorporarlos a las poblaciones mediante sus prédicas y su tarea catequizadora.
Diego de Santillán también utilizó la fuerza militar para lograr sus fines de atraer a los indígenas hacia los centros de población. Para ello usó los servicios experimentados de Francisco de Montejo, el sobrino, para buscar y reducir a los indígenas mayas en las regiones más remotas del sur de la península, ahí donde Diego de Landa no acudía.
El gobierno provisorio de Diego de Santillán tocó a su fin al regresar él a la Ciudad de México para continuar su tarea de oidor en la Real Audiencia. Fue sustituido por Gaspar Suárez de Ávila (algunos historiadores indican que el nombre era Juárez y no Suárez) quien gobernó con el título de Alcalde Mayor de Yucatán, hasta el 19 de enero de 1554.